# 生田神社
34°41′41″N 135°11′26″E / 34.69472°N 135.19056°E
生田神社（日语：／ ikuta jinja）是位在日本兵庫縣神戶市中央區的神社。為式內社（名神大社）、舊社格為官幣中社（現神社本廳的別表神社）。現在的神戶市中央區一帶是昔日生田神社的社領，這是地名「神戶」的語源。
藝人藤原紀香和陣內智則於2007年結婚時，在此舉行結婚式。

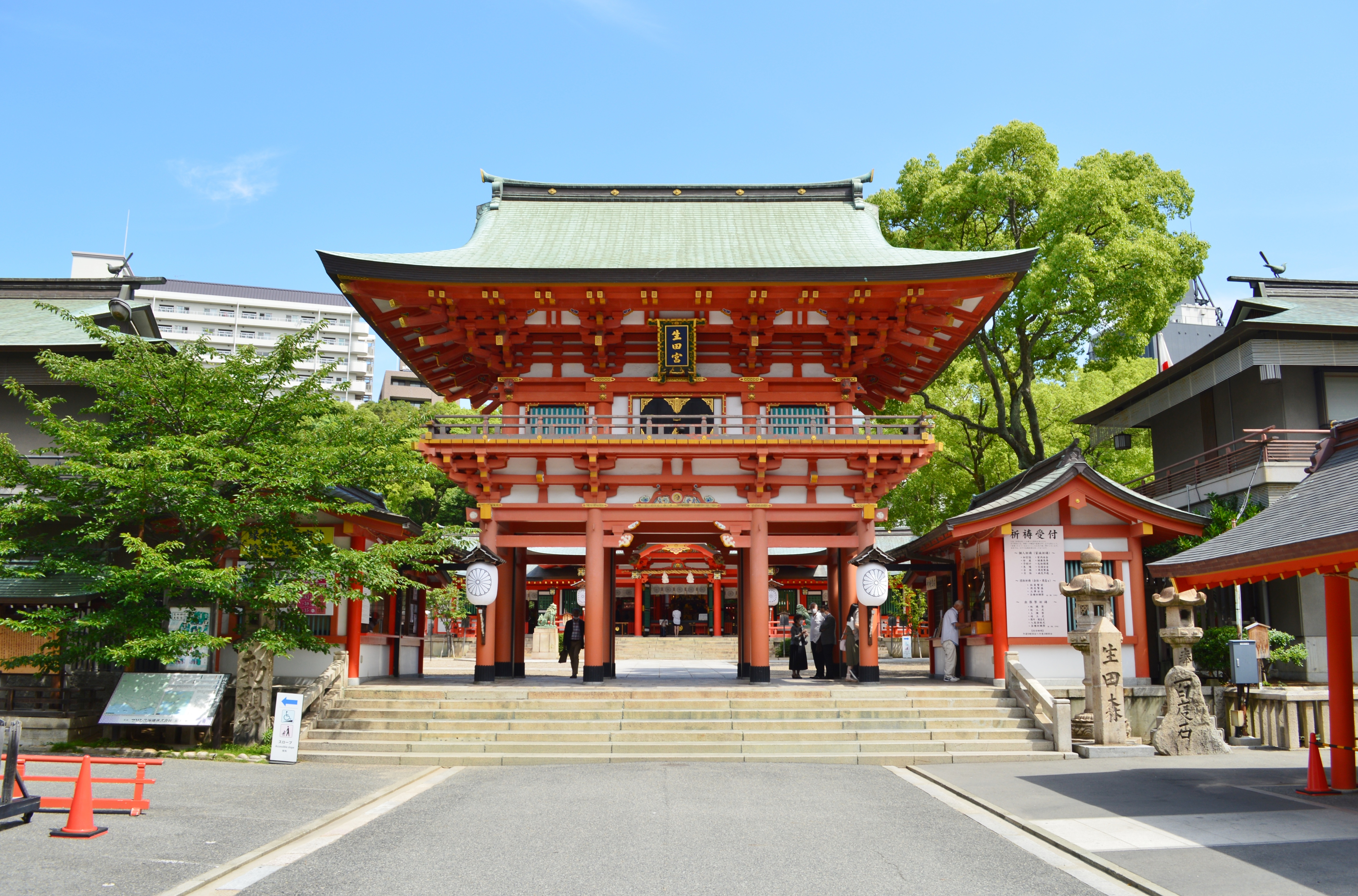
樓門

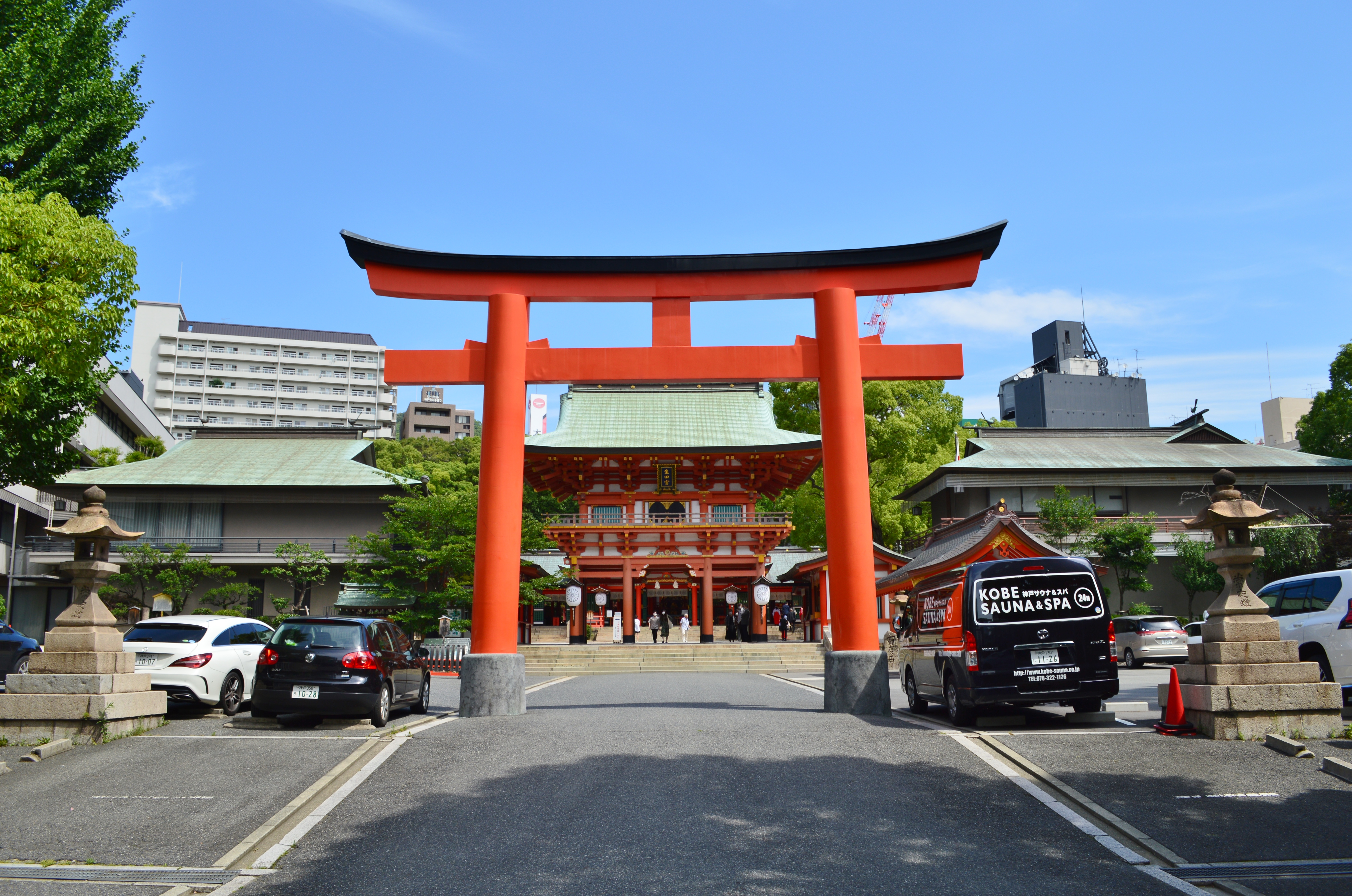
鳥居

## 傳說
神功皇后攝政元年（201年），神功皇后結束三韓征伐後，進入神戶港之際，船隻突然無法前行，於是為此地進行神占。稚日女尊現身，表示希望在此地受祀。於是在此地建成生田神社。

## 關連項目
- 生田裔神八社

## 外部連結
- 生田神社 （页面存档备份，存于）